# Dorothy Grebenak
Dorothy Grebenak (3 juin 1913, Oxford (Nebraska) – 13 juin 1990, Londres) est une artiste américaine spécialisée dans le Pop Art. Autodidacte, elle est connue pour ses grands tapis de laine faits au crochet et représentant des objets familiers, comme des cartes de baseball à collectionner, des boîtes de lessive de la marque Tide ou encore des billets d'un dollar.

## Biographie
Grebenak naît dans une famille d'origine irlandaise. Son mari, Louis, est aussi artiste, et réalise des estampes pour la Work Projects Administration avant de se lancer dans la peinture hard edge. Le couple vit dans le quartier Park Slope de Brooklyn jusqu'en 1971. Dorothy Grebenak enseigne à l'école secondaire et étudie la danse. En 1948, elle réalise des tapis qu'elle vend d'abord dans le magasin du Brooklyn Museum. Ses tapis faits au crochet se différencient de l'artisanat contemporain du fiber art, qui utilise aussi le tissu et le fil comme matériaux principaux. D'abord, leur imagerie pop art est plus minutieuse que celle de l'art folklorique, réalisée par des peuples indigènes ; ensuite, ils ne sont pas destinés à être posés au sol, mais à être accrochés au mur comme des tableaux.
En 1963 et 1964 Dorothy Grebenak expose deux fois en solo à la Galerie Allan Stone, ce qui permet à ses tapis d'entrer dans des collections privées, comme celles de Nelson Rockefeller, Albert et Vera List, William et Norma Copley, Carter Burden, ou encore John et Kimiko Powers. Son travail est présenté dans diverses expositions de groupe et participe en 1965 à l'exposition du Milwaukee Art Museum intitulée Pop Art and the American Tradition. Son travail a été présenté dans un magazine, à la fin des années soixante, avec une illustration de son tapis "Plaque d'égout" (Manhole cover).
Après avoir connu un certain succès commercial et critique dans les années 1950, Grebenak disparaît très vite du monde de l'art. Une grande partie de ses tapis ont soit disparu, soit se sont fortement dégradés au fil des années. Après la mort de son mari en 1971, elle déménage à Londres, où elle meurt en 1990.